# ایری علیا (ورزقان)

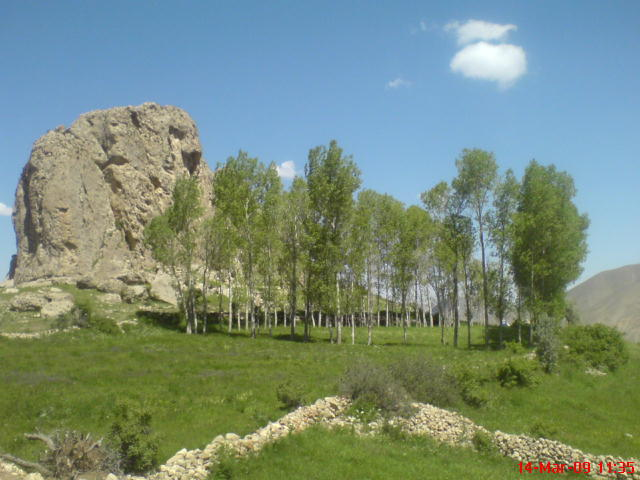
از نقاط دیدنی روستای ایری علیا باللی قیه

ایری علیا یکی از روستاهای استان آذربایجان شرقی است که در دهستان ارزیل بخش خاروانا شهرستان ورزقان واقع شده‌است.
کوه معروف آقداش با ارتفاع۲۸۰۰متر ازسطح دریابلندترین نقطه‌ای روستا می‌باشد که چشمه‌های بیشمار دامنه‌های آن (شاه ماهار) مناظر بدیعی را به وجود می‌آورند چشمه قره دره یکی از پرآبترین چشمه‌های منطقه می‌باشد که پس از طی مسیرطولانی وپیوستن به رودهای ارزیل واندرگان و حاجیلارچایی به نام گوی چای یا ایری چایی به ارس می‌ریزد. از جاهای دیدنی این روستا دره مکیدی در شمال و تپه باللی قیه در جنوب و گوناخ گورمز، چوخوریورد، قره دره، مشه، سنده ماهار دورون و … می‌باشد- مردم آن بیشتر کشاورز و دامدار هستند شیر و پنیر این روستا معروف است -
(اشخاصی چون محمد تقی خان پسیان از نامداران این روستا می‌باشند) برخی اجداد پادشاهان قره فوینلو را برخواسته از این روستا می دانند.

## جمعیت
جمعیت این روستا، برپایهٔ نتایج سرشماری عمومی نفوس و مسکن سال ۱۳۹۰ خورشیدی، ۱۱۰۰ نفر بوده‌است.

## جستارهای وابسته

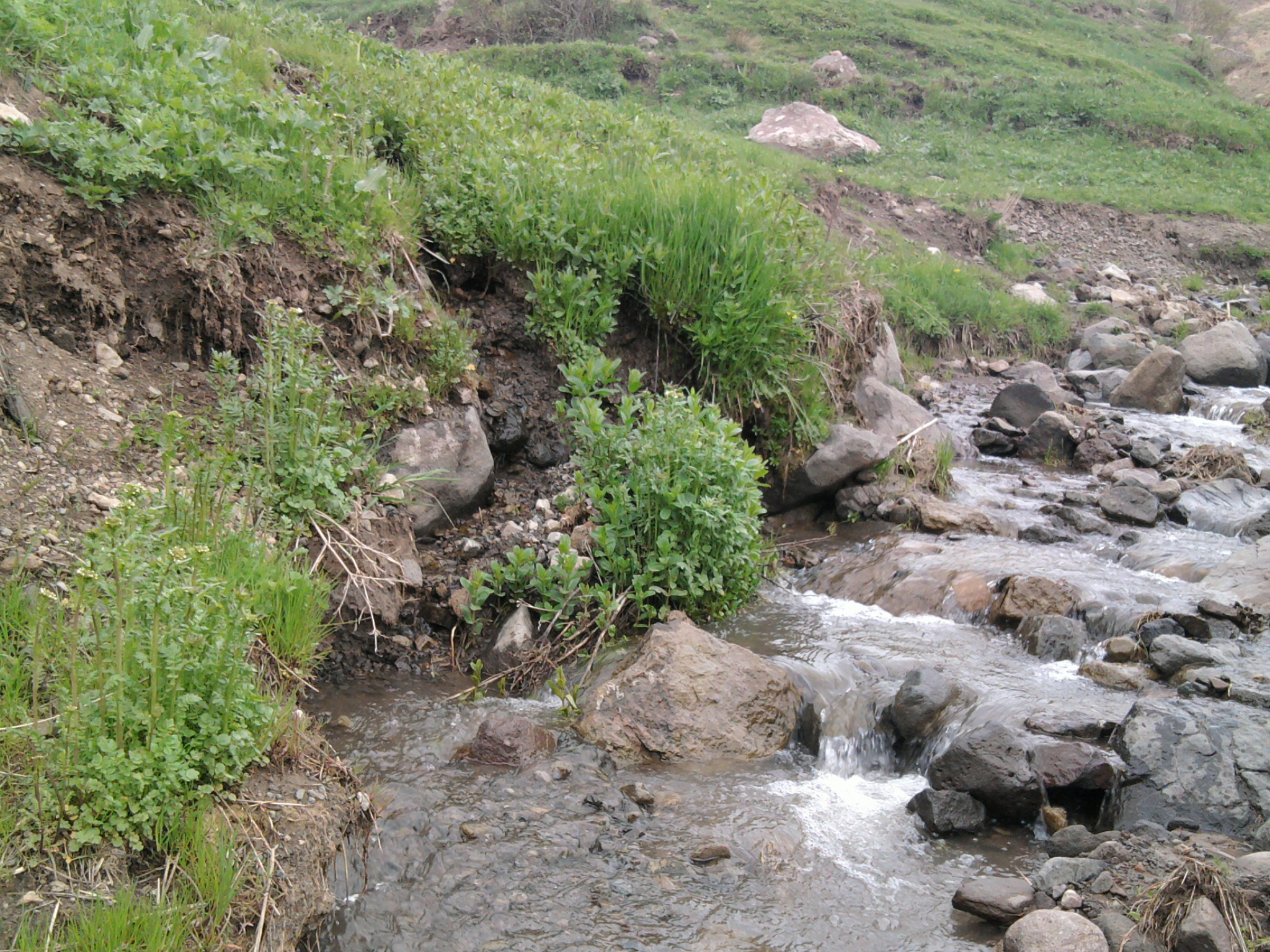
طبیعت بکر و دل‌انگیز قره دره روستای ایری علیا

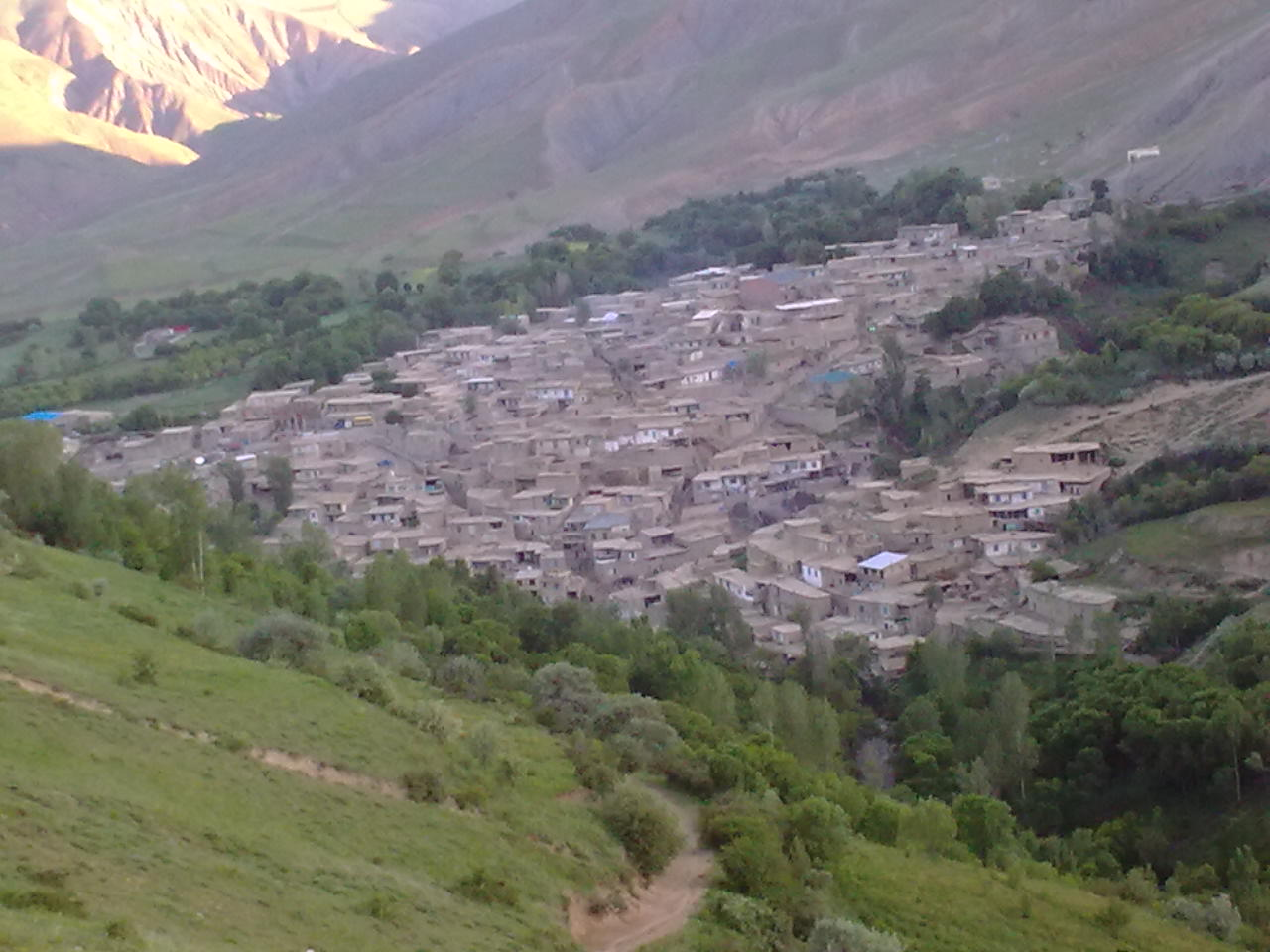
روستای ایری علیا

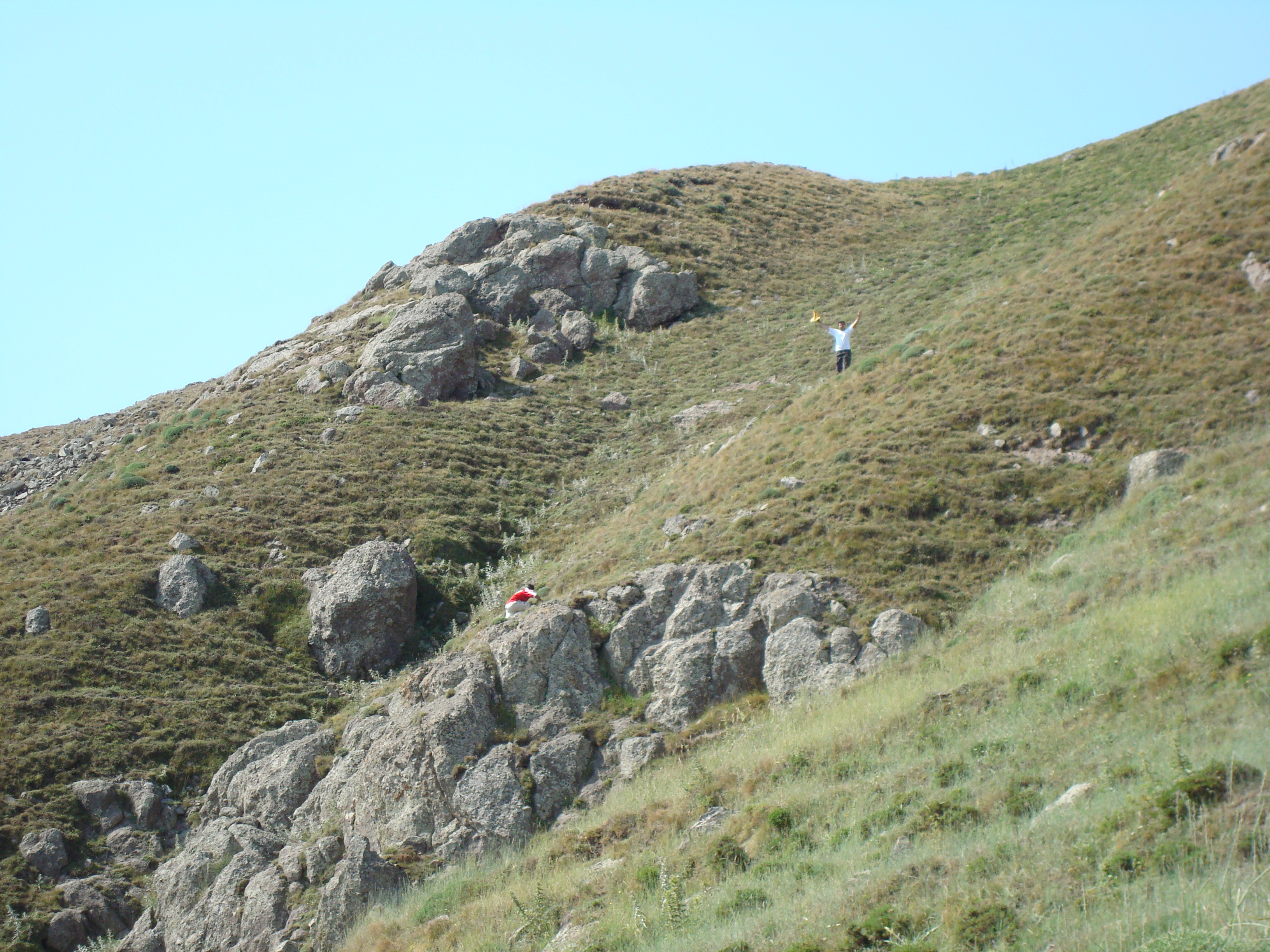
روستای ایری علیا بوبوک قوزه ی